# Gefco
Gefco (Les Groupages Express de Franche-Comté) is een van oorsprong Franse onderneming die zich richt op het verzorgen van wereldwijde (auto)logistiek.

## Geschiedenis

### Oprichting tot 21e eeuw
Gefco is in 1949 opgericht door autofabrikant Peugeot om auto-onderdelen te vervoeren tussen de fabrieken in Sochaux en Parijs. Nog in datzelfde jaar opende Gefco vestigingen in Rijsel en Lyon. Vanaf 1970 ging het bedrijf zich breder organiseren met het openen van een distributiecentrum in Lyon, gevolgd door de opening in België van de eerste buitenlandse vestiging, Gefco Vandekasteele (later Gefco Benelux) in 1971. In 1974 voegde Gefco daar een groepagenetwerk aan toe wat uitgroeide tot een van de grootste in Europa. In 2004 werd dit extra benadrukt door een netwerk op te zetten voor kleinschalige logistiek.

### Internationalisering
Tussen 1999 en 2009 groeide Gefco hard en speelde het in op het steeds internationaler wordende transportlandschap door wereldwijd vestigingen te openen in Duitsland, Polen, Argentinië en Brazilië (1999), Marokko (2001), Turkije (2002), Tsjechië, Rusland en Tunesië (2003), Oostenrijk, Slowakije en China(2004), Hongarije en Roemenië (2005), Hongkong (2006), Slovenië (2007), Oekraïne, Letland en Chili (2008). Verdere uitbreiding vond plaats in 2011 toen Gefco vestigingen opende in Bulgarije, Kazachstan en India (joint-venture).

### Verkoop van Gefco
Om zijn schuld te verkleinen en om aan kapitaal te komen, verkocht moederbedrijf PSA 75% van de aandelen van Gefco voor een bedrag van 800 miljoen euro aan de Russische staatsspoorwegen, RZD. Deze heeft het doel zijn marktpositie in Europa te vergroten en ziet de overname van Gefco hierin als een belangrijke stap, omdat het zo toegang krijgt tot een grote logistieke markt in Europa.

## Transport
Momenteel bezit Gefco wereldwijd 137 vestigingen. Een groot deel van zijn omzet haalt Gefco nog steeds uit auto(onderdelen)transport en logistiek. Momenteel vervoert het wereldwijd 4 miljoen auto's, waarmee Gefco de grootste op het gebied van autologistiek in Europa is. De grootste klant van het bedrijf is PSA. Naast vervoer over de weg maakt Gefco ook gebruik van andere modaliteiten:

### Spoorvervoer
In 1952 begon Gefco met het vervoeren van auto's over het spoor. Momenteel vervoert Gefco een groot deel van zijn auto's voor klant PSA over het spoor vanuit de PSA-fabrieken in Frankrijk, Tsjechië (Kolín) en Slowakije (Trnáva) naar zijn vestigingen overal in Europa, vanwaar de auto's worden gedistribueerd naar de dealers. Momenteel bezit Gefco ruim 4000 wagons, die overal in Europa worden ingezet. Daarnaast vervoert Gefco auto-onderdelen door heel Europa in opdracht van PSA. Een bekende trein voor dit vervoer is die blaue Wand, een trein bestaande uit wagons met blauwe containers die wordt ingezet tussen Valenciennes en het Russische Kaloega, waar PSA een fabriek heeft voor de Russische markt.

### Scheepvaart
Omdat de fabrieken van klant PSA niet altijd op hetzelfde continent staan gebruikt Gefco schepen om auto's naar overzeese bestemmingen te vervoeren.

### Luchtvervoer
In 1975 begon Gefco met het vervoeren van auto(onderdelen) per vliegtuig tussen Frankrijk en Nigeria.

## Gefco in Nederland
Momenteel bezit Gefco vier vestigingen in Nederland, waaronder twee in de regio Amsterdam (Schiphol en Amsterdam-Noord) voor contract-logistiek. Daarnaast heeft Gefco Benelux twee vestigingen in Oosterhout (NB). Een terminal voor autologistiek op industrieterrein de Weststad en een terminal voor goederen op industrieterrein De Vijf Eiken.